# Селявин, Николай Иванович
Николай Иванович Селявин (1774—1833) — российский командир эпохи наполеоновских войн, генерал-лейтенант Русской императорской армии.

## Биография
Николай Селявин родился в 1774 году в дворянской семье в Костромском наместничестве, Московской губернии. Получив в молодости основательное литературное образование, он в 1790 году поступил на военную службу сержантом в Екатеринославский 1-й лейб-гренадерский полк, откуда, четыре года спустя, с переименованием в адъютанты, был назначен в штаб генерал-майора князя Волконского.
19 февраля 1797 года он был переведен подпоручиком в Азовский 45-й пехотный полк, в котором дослужился до чина капитана (1803 год). В рядах этого полка он участвовал в Итальянском и Швейцарском походах Александра Суворова. Оставленный с русскими ранеными в Мутентале, Селявин заботился не только о них, но и о находящихся там же раненых французах, хотя сам оказался в роли пленного. За отличие в сражении при Мутентале (19 сентября) был награждён орденом Святой Анны 3-го класса на шпагу. В плену он пробыл полтора года и перед отъездом из Франции получил свидетельство в усердном исполнении порученных ему обязанностей по отношению к раненным. Вернувшись в полк, Селявин прослужил в нём недолго. В начале 1803 года он был переведен в Свиту Его Императорского Величества по квартирмейстерской части, в которой состоял три года в должности инспекторского адъютанта при генерал-квартирмейстере графе Петре Корниловиче Сухтелене.
В 1809 году он был произведен в подполковники, а через два года в полковники, успев за это время отличиться в войне третьей коалиции и войне со шведами.
С 12 ноября 1810 года был начальником I отделения Канцелярии Свиты Его императорского Величества по квартирмейстерской части.
Принимал участие в Отечественной войне 1812 года и заграничном походе русской армии.
14 ноября 1826 года Селявин был назначен вице-президентом Кабинета Его Величества и занимал эту должность почти до самой смерти.
Умер в Санкт-Петербурге 6 (18) октября 1833 года и был похоронен на Тихвинском кладбище Александро-Невской лавры.